# Glogovik
Glogovik (Servisch cyrillisch Глоговик) is een plaats in de Servische gemeente Tutin. De plaats telt 157 inwoners (2002).